# UCI Nations Cup U23 / 2017
De UCI Nations Cup U23 / 2017 was de elfde editie van de UCI Nations Cup U23 voor jonge wegwielrenners van 19 tot en met 22 jaar. Deze wordt jaarlijks georganiseerd door de UCI en levert per wedstrijd punten op die resulteren in een rangschikking per land. Deze competitie bestaat in 2017 uit zes wedstrijden.

## Wedstrijden
| Code   | Datum                     | Naam wedstrijd                 | Winnaar             |
| ------ | ------------------------- | ------------------------------ | ------------------- |
| 1.Ncup | 26 maart                  | Gent-Wevelgem/Kattekoers-Ieper | Jacob Hennessy      |
| 1.Ncup | 8 april                   | Ronde van Vlaanderen U23       | Eddie Dunbar        |
| 1.Ncup | 15 april                  | ZLM Tour                       | Christopher Lawless |
| 1.Ncup | 1 mei                     | Coppa Città di Offida          | ANNULATIE           |
| 2.Ncup | 1 juni - 4 juni           | Grote Prijs Priessnitz spa     | Bjorg Lambrecht     |
| 2.Ncup | 19 augustus - 26 augustus | Ronde van de Toekomst          | Egan Bernal         |

## Eindstand
| Plaats | Land             | Punten |
| ------ | ---------------- | ------ |
| 1      | België           | 67     |
| 2      | Frankrijk        | 61     |
| 3      | Italië           | 60     |
| 4      | Groot-Brittannië | 41     |
| 5      | Noorwegen        | 40     |
| 6      | Verenigde Staten | 28     |
| 7      | Rusland          | 28     |
| 8      | Zwitserland      | 23     |
| 9      | Luxemburg        | 21     |
| 10     | Ierland          | 20     |

Update: 19/06
2007 · 
2008 · 
2009 · 
2010 · 
2011 · 
2012 · 
2013 · 
2014 · 
2015 · 
2016 · 
2017 · 
2018 · 
2019 · 
2020